# DAVID (キックボクサー)
DAVID（デイビッド、1982年5月5日 - ）は、アメリカ合衆国の男性キックボクサー。本名はデイビッド・アーチュリータ（David Archuleta）。ニューメキシコ州アルバカーキ出身。
軍の仕事で沖縄に赴任した際、テレビでアンディ・フグの試合を見てK-1参戦を志し、真樹ジムオキナワに入門。デビュー後、約2年で世界タイトルを獲得した。

## 来歴
- 2002年6月 - 3R目で山本にKO勝ちしISKAプロ沖縄ミドル級王座獲得。
- 2003年11月18日 - K-1 WORLD MAX 2003 〜世界王者対抗戦〜に出場。安廣一哉と対戦するも3R判定0-3で敗北。
- 2004年
  - 1月24日 - 「IKUSA 5 〜乱〜 MONKEY MAGIC」で阿部裕幸とシュートボクシングルールで対戦。3R判定3-0で勝利。
  - 4月7日 - K-1 WORLD MAX 2004 〜世界一決定トーナメント開幕戦〜のオープニングファイトに参戦。康恩（中国）を3R2分20秒KO勝ちしK-1で初勝利を挙げる。
  - 6月6日 - 村浜武洋をムエタイ式の闘いで攻略し、一気に株をあげる。
  - 11月28日 - IKUSA 6に参戦。U70タイトルマッチ初代「戦王」決定戦で新田明臣に5R判定0-3で敗北。
  - 12月 - TRIPLE-P結成（アリス、DAVID、SHUNの3人）。後に脱退。

## 戦績
| 勝敗 | 対戦相手 | 試合結果                            | 大会名 | 開催年月日     |
| △    | 我龍真吾 | 5R終了 判定1-0                      | マーシャルアーツ日本キックボクシング連盟 「DETERMINATION (決心) 7th 〜梶原一騎19回忌追倬記念 第8回梶原一騎杯 キックガッツ2005〜」 【UKF世界ジュニアミドル級タイトルマッチ】 | 2005年8月14日  |
| ×    | 新田明臣 | 5R終了 判定0-3                      | FUTURE FIGHTER IKUSA 6 〜宙(SORA)〜 GANGSTAR☆Z Velfarre 【U70初代戦王決定戦】                                                                                               | 2004年11月28日 |
| ○    | 康恩     | 3R 2:20 KO                          | K-1 WORLD MAX 2004 〜世界一決定トーナメント開幕戦〜 | 2004年4月7日   |
| ○    | 阿部裕幸 | 3R終了 判定3-0                      | FUTURE FIGHTER IKUSA 5 〜乱〜 MONKEY MAGIC 【シュートボクシングルール】 | 2004年1月24日  |
| ×    | 安廣一哉 | 3R終了 判定0-3                      | K-1 WORLD MAX 2003 〜世界王者対抗戦〜 | 2003年11月18日 |
| ×    | HAYATO   | 延長1R 0:50 TKO（ドクターストップ） | Future Fighter IKSA その弐 秋の陣「来襲」 | 2002年10月27日 |

## 獲得タイトル
- ISKA沖縄ミドル級王座
- UKF世界ジュニアミドル級王座